# Dude Ranch
| 전문가 평가   | 전문가 평가 |
| 평가 점수     | 평가 점수   |
| 출처          | 점수        |
| ------------- | ----------- |
| Allmusic      | [ 1 ]       |
| IGN           | [ 2 ]       |
| Sputnikmusic  | [ 3 ]       |
| Rolling Stone | [ 4 ]       |

《Dude Ranch》는 미국의 펑크 록 밴드 블링크-182의 두 번째 스튜디오 음반으로 1997년 6월 17일, 카고 뮤직과 MCA 레코드의 두 번째 스튜디오 음반이다. MCA는 1995년 데뷔한 《Cheshire Cat》의 적당한 판매량과 호주에서 증가하는 인기 덕분에 1996년 밴드에 합류했다. 《Dude Ranch》는 카고에서 발매된 밴드의 마지막 음반이며, 1998년 드러머 스콧 레이너가 밴드에서 퇴장당한 것과 같이, 오리지널 라인업을 모두 갖춘 마지막 음반이다.
밴드는 1996년 12월부터 1997년 1월까지 캘리포니아주 엔시니터스의 빅 피쉬 스튜디오에서 프로듀서 마크 트롬비노와 함께 음반을 녹음했다. 전년에 걸친 그들의 쉬지 않고 순회공연에 쓰여진 서정적인 자료와 완성된 곡들로, 밴드는 5주 동안 지속된 세션에서 트롬비노와 함께 녹음했다. 제작 기간 동안 블링크-182의 멤버들은 급하게 짜여진 스케줄로 인해 더 심각한 어려움에 시달렸다. 베이시스트인 마크 호퍼스와 기타리스트 톰 델론지는 보컬에 문제가 있었고 레이너는 양 발에 부상을 입어 드럼 트랙을 녹음해야 했다.
이 음반은 1997년 여름에 발매되었고 빌보드 200에서 67위, 톱 히트시커즈 차트에서 1위에 오르며 성공을 거두었다. 두 번째 싱글인 〈Dammit〉은 록 라디오 히트 싱글이 되었고 밴스 워프드 투어에서 전 세계를 순회하면서 밴드가 주류 신임을 얻는데 도움을 주었다. 밴드는 음반 뒤쪽으로 순회공연을 펼치며 긴장감을 조성했고, 1998년 중반 레이너를 해고했다. 세 개의 싱글이 더 발매되었고, 〈Josie〉는 MTV 플레이를 모으고 호주에서 높은 순위를 기록했다. 《Dude Ranch》는 결국 매출이 증가했고 10년 말까지 미국에서 플래티넘 인증을 받았다.

## 배경
샌디에고에 기반을 둔 3인조 그룹 블링크-182는 1995년에 그들의 데뷔 음반인 《Cheshire Cat》을 발매했다. 음반사 카고 뮤직에 발매된 이 음반은 1996년 말에 70,000장 이상의 판매고를 올렸다. 1995년과 1996년 동안, 이 3인조는 쉬지 않고 순회 공연을 하며 인기를 얻었는데, 특히 호주에서는 관객들이 밴드의 불손한 유머 감각과 무대 쇼를 받아들였다. 이 3인조는 팬들이 《Cheshire Cat》을 각각의 지역 음반 판매점에서 구입할 수 없는 것에 대해 한탄하고, 더 나은 유통을 가진 더 큰 음반사를 찾기 시작했을 때 좌절감을 느꼈다. 마찬가지로, 3인조와 카고 직원들 사이에서도 문제가 분명해졌는데, 카고 직원들은 밴드를 장난으로 여겼다. 이와는 대조적으로, 이 그룹은 주요 레이블들 사이에서 진정한 인기를 누렸으며, 1996년 3월에 밴드를 위한 입찰 전쟁이 시작되었다. 몇몇 레이블들은 그 그룹에 구애하여, A&R 대표들을 쇼에 보내고, 그 밴드를 그들의 사무실로 점심 모임에 초대했다. 관심 있는 여러 레이블을 통해 블링크-182는 인터스코프, 에피타프 및 MCA를 심각하게 고려했다. 밴드는 그들의 선택에 대해 고민했다. 세 사람은 주요 레이블에 서명하는 데 아무런 거리낌이 없었고, "펑크"를 정의하려는 순수주의자들을 경계했다. 그들은 그들이 가장 좋아하는 많은 행위들(페니와이즈, 배드 릴리전, NOFX)이 레이블에 서명되었기 때문에 에피타프에게 큰 호감을 느꼈다. 전반적으로, 블링크는 그들이 그들의 야망에 대해 정직하다고 느꼈습니다. "저는 아이들에게 더 클래시, 섹스 피스톨스, 라몬스가 해냈다고 말하려고 노력하는데, 왜 우리는 할 수 없는 걸까요?"라고 기타리스트 톰 델론지는 추리했다. "만약 사람들이 실망합니다면, 우리는 상관하지 않습니다. 보통 비평가들이죠. 나이 든 비평가들 말입니다."
당시 MCA는 막다른 골목으로 치닫고 있었고, 음악계에서는 MCA 뮤지션 묘지로 조롱을 받았다. 그럼에도 불구하고, 그들의 간부들의 끈기와 성실함은 그들의 완전한 예술적 자유에 대한 약속과 함께 밴드를 압도했다. 이 3인조는 두 번째 음반을 카고와 배포하기 위해 MCA와 합작 계약을 맺었다. 드러머 스콧 레이너는 밴드의 사인회에 만족했지만 주요 레이블과 계약하는 데 불편해 했다. 그는 에피타프를 훨씬 선호했고, 밴드가 레이블로 넘어갔을 때 그는 밴드에 반밖에 투자하지 않았다고 느끼기 시작했다. 그러나 레이너는 밴드의 주류 성장에 대해 어렵지 않았다. "저는 상대적인 신뢰도에서 성공을 측정하지 않았습니다. 나는 라디오와 MTV에 나오는 것이 좋았어요. 우리는 교외에서 태어나고 자란 대중문화의 인증제품이었습니다." 그들의 확립된 팬층과 판매 덕분에 MCA는 밴드의 활동에 별로 개입하지 않았다. 비록 레이블은 밴드에 그들의 계약에서 예술적 자유를 주었지만, MCA는 그들이 〈Hey Wipe Your Anus〉라는 우스꽝스러운 제목을 가진 《Dude Ranch》에서 〈Macarena〉의 패러디를 공연할 계획이었을 때 밴드에 개입하여 경고하였다.
그들의 사인을 축하하기 위해, 그 그룹은 샌디에고에 있는 호텔 델 코로나도에서 파티를 열었다. 이 행사에서 레이너는 정신을 잃고 발코니에서 뛰어내렸다. 그는 양쪽 발뒤꿈치가 부러졌고 휠체어를 타고 있는 동안 《Dude Ranch》를 녹음해야 했다. 곧, 밴드는 캘리포니아주 에스콘디도에 있는 DML 스튜디오에서 시간을 보냈고, 그곳에서 그들은 《Dude Ranch》에 있는 곡들을 위한 준비를 했다. 음반의 가사는 대부분 1995년과 1996년 투어 중에 쓰여졌다. 2001년 델론지는 "거실에서 이 노래의 대부분을 썼던 기억이 난다"고 회상했다. "그 당시, 각각의 노래는 특정한 소녀나 사건을 염두에 두고 작곡되었습니다." 음반의 데모는 반달스의 워렌 피츠제럴드와 함께 녹음되었고, 초기 버전의 〈Enthused〉와 〈Lemmings〉는 각각 〈Wasting Time〉 싱글과 《Lemmings / Going Nowhere》 분할 EP로 발매되었다.

## 발매
《Dude Ranch》는 1997년 6월 17일, 카고 뮤직과 MCA 레코드를 통해 발매되었다. 이 음반은 처음에는, 그들의 확립된 팬층 밖의 관객들로부터 예고 없이 대부분 통과되었다. 팬들의 성원과 3인조가 쉬지 않고 순회하면서, 음반의 판매는 향상되기 시작했다. 투어의 탄력은 《Dude Ranch》가 매주 3,000~4,000장씩 팔리는 데 도움을 주었으며, 1997년 8월까지 40,000장이 팔렸다. 《Dude Ranch》는 보드 스포츠 잡지와 서핑 가게와 레코드 가게 사이의 넥타이를 통해 레이블에 의해 홍보되었다. 소매점에서 MCA와 카고는 서해안에서 자정 판매 홍보를 진행했다. 호주에서 이 3인조의 인기는 주요 음반사들에게 《Dude Ranch》의 상업적 잠재력을 일깨워준 신호로 꼽혀왔다. 그 당시 이 음반은 차트에서 5개월을 보냈고 1997년 워프드 투어에서 그들의 무대 쇼로 유명해졌다. 인지도가 높아진 덕분에 밴드는 카고를 취하하고 1998년 MCA와 계약을 맺어 증가된 유통을 처리했다. 펑크 록 순수주의자들은 밴드가 주요 레이블 제안까지 고려하면서 인디의 뿌리를 배신하고 있다고 주장했고 밴드를 "셀 아웃"이라고 부르기 시작했다.
음반의 리드 싱글인 〈Dammit〉가 록 라디오에서 회진하기 시작하면서 판매가 극적으로 개선되었다. MCA의 마케팅 전략은 라디오 홍보 노력을 뒷받침하기 위한 소매 이야기를 갖기 위해 밴드의 워프드 투어 공연이 끝난 후까지 기다리는 것이었다. 레이블은 1997년 8월에 〈Dammit〉를 처음 서비스했고, 몇몇 남부 캘리포니아 방송국은 이 싱글을 빠르게 손에 넣었고, 그린 데이와 오프스프링 라디오 히트곡과 함께 좋은 매치가 되었다. 이 곡은 9월에 발매되었고, 로스앤젤레스에 본부를 둔 라디오 방송국 KROQ의 재생 목록에 추가되었고, 그 후 이 곡은 전국적으로 재생되기 시작했다. 메인스트림 록은 11월에 〈Dammit〉를 받았고, MTV는 12월에 "스트레스 로테이션"에 부딪히면서 〈Dammit〉 비디오를 받았다. 이것은 《빌보드》와 《롤링 스톤》과 같은 잡지에 특집기사로 이어졌다. 라디오로, 〈Dammit〉은 1998년 미국 록 차트에서 11위를 정점으로 큰 상업적 성공을 거두었다. 연말 《빌보드》 에어플레이 모니터 보고서(BDS) 통계는 〈Dammit〉가 많은 주요 라디오 방송국에서 최고의 스핀을 얻었다고 나타냈다. 또한, 1998년 2월 67위로 정점을 찍었던 빌보드 200 차트에 처음으로 《Dude Ranch》가 이름을 올렸다. 닐슨 사운드스캔에 따르면 1998년 1월 24일, 《빌보드》는 《Dude Ranch》가 268,000장 이상 판매되었다고 한다.

## 곡 목록
모든 곡들은 마크 호퍼스, 톰 델론지 그리고 스콧 레이너에 의해 작사/작곡하였다.
| #   | 제목              | 리드 보컬      | 재생 시간 |
| --- | ----------------- | -------------- | --------- |
| 1.  | 〈Pathetic〉      | 호퍼스, 델론지 | 2:27      |
| 2.  | 〈Voyeur〉        | 델론지         | 2:43      |
| 3.  | 〈Dammit〉        | 호퍼스         | 2:45      |
| 4.  | 〈Boring〉        | 델론지         | 1:41      |
| 5.  | 〈Dick Lips〉     | 델론지         | 2:57      |
| 6.  | 〈Waggy〉         | 호퍼스         | 3:16      |
| 7.  | 〈Enthused〉      | 델론지         | 2:48      |
| 8.  | 〈Untitled〉      | 델론지         | 2:46      |
| 9.  | 〈Apple Shampoo〉 | 호퍼스         | 2:52      |
| 10. | 〈Emo〉           | 호퍼스         | 2:50      |
| 11. | 〈Josie〉         | 호퍼스         | 3:20      |
| 12. | 〈A New Hope〉    | 호퍼스         | 3:45      |
| 13. | 〈Degenerate〉    | 델론지         | 2:28      |
| 14. | 〈Lemmings〉      | 호퍼스         | 2:38      |
| 15. | 〈I'm Sorry〉     | 델론지         | 5:37      |

## 인증
| 국가                       | 인증        | 판매량/출하량 |
| -------------------------- | ----------- | ------------- |
| 오스트레일리아 (ARIA)      | 플래티넘    | 70,000^       |
| 캐나다 (뮤직 캐나다)       | 2× 플래티넘 | 200,000^      |
| 영국 (BPI)                 | 골드        | 100,000^      |
| 미국 (RIAA)                | 플래티넘    | 1,100,000     |
| ^출하량을 기반으로 한 인증 |             |               |